# Народна Республіка Болгарія
Народна Республіка Болгарія (НРБ) (болг. Народна република България (НРБ)) — офіційна назва Болгарської республіки у 1946 — 1990, коли вона була під владою Болгарської комуністичної партії (БКП).  В цей час Болгарія була членом Варшавського блоку і РЕВ.
У 1989, були розпочаті ліберальні реформи і Тодора Живкова було відсторонено від влади. У 1990 році БКП змінила свою назву на Болгарська соціалістична партія (БСП), і прийняла лівоцентристську політичну ідеологію замість марксизму-ленінізму. Після перших вільних виборів (виграла БСП), що відбувся в Болгарії, назва країни була змінена на Республіка Болгарія.

## Історія

### Перші роки і епоха Червенкова

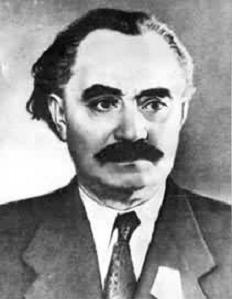
Георгій Димитров

Хоча Королівство Болгарія змінила союзників і оголосила війну Нацистській Німеччині 7 вересня, 9 вересня 1944 відбувся державний переворот за підтримки Червоної армії, встановлено новий уряд на чолі з Комуністичним Вітчизняним фронтом.
У 1946, Георгій Димитров, близький друг Йосипа Сталіна, став прем'єр-міністром. У тому ж році проведено референдум, на якому 95% виборців висловилися за скасування монархії і підтримало створення республіки. Майже відразу ж після цього Болгарія була оголошена Народною Республікою. Юний цар Симеон II втік з країни зі своєю сестрою та матір'ю. Васил Коларов очолив державу до прийняття нової конституції в 1947.
У 1948-49, мусульманські, православні, протестантської і римсько-католицькі релігійні організації було обмежено або заборонено.
У 1950 році, після смерті Василя Коларова і за рік до того Георгія Димитрова, Вилко Червенков став прем'єр-міністром. Червенков почав процес форсованої індустріалізації.  Проте, підтримка курсу Червенкова, навіть у Комуністичній партії, була занадто мала, тому за рік після смерті Сталіна, Червенкова було скинуто і призначено молодого Тодора Живкова. Червенков залишився на посаді прем'єр-міністра до квітня 1956 року, коли він був остаточно звільнений і замінений Антоном Юговим.

### Епоха Живкова
Тодор Живков керував Болгарією протягом наступних 33 років, будучи повністю лояльним до СРСР, але проводив більш помірковану політику. Були відновлені відносини з Югославією і Грецією. Обмежена ступінь свободи вираження думок була відновлена , гоніння на церкву було припинено.
Повстання у Польщі і Угорщини в 1956 р. не поширилися на Болгарію, партія обмежила інтелектуальну та літературну свободу, за для запобіганню такому спалаху. У 1960-х роках було прийнято деякі економічні реформи, які дозволили вільний продаж продукції, що перевищувала план. Країна стала найпопулярнішим туристичним напрямом для країн Східного Блоку. Болгарія також стала великою виробничою базою сигарет і шоколаду, які було важко придбати в інших соціалістичних країнах.
Югов пішов на пенсію у 1962 році, Живков став й прем'єр-міністром, й партійним секретарем. У 1971 році з прийняттям нової Конституції, Живков став Головою Державної ради і зробив Станко Тодорова прем'єр-міністром. Живков залишився на посаді при зміні радянського керівництва від Хрущова до Брежнєва в 1964 році, а в 1968 р. знову продемонстрував свою лояльність по відношенню до Радянського Союзу, беручи участь у вторгненні в Чехословаччину. Болгарія була найлояльнішим європейським союзником СРСР.

### Падіння комуністичного режиму
З огляду  на перебудову в СРСР 10 листопада 1989 року Живкова знято з посади і замінено міністром закордонних справ Петро Младеновим.
У лютому 1990, Комуністична партія добровільно відмовилася від своєї абсолютної влади і в червні 1990, було проведено перші, з 1946 року, вільні  багатопартійні вибори.

## Уряд і політика
Народна Республіка Болгарія була однопартійною комуністичною державою. Болгарська комуністична партія створила велику номенклатуру на кожному організаційному рівні. Конституція змінювалася кілька разів, проте Живковська Конституції була найдовготривалішою. Згідно зі статтею 1 Конституції, "Народна Республіка Болгарія є соціалістичною державою, на чолі з трудящими села і міста. Провідною силою в суспільстві та політиці є Болгарська комуністична партія".
НРБ функціонувала як однопартійна народна демократія, з народними комітетами, що представляли місцеве самоврядування. Їх роль полягала у здійсненні рішень партії у їх областях, і в той же час спиратися на громадську думку в процесі прийняття рішень. В кінці 1980-х, БКП, за оцінками, мала 1000000 членів - більше 10% населення.

## Військо
Після проголошення Народної Республікаи в Болгарії  в 1946 році, військові швидко прийняли радянську військову доктрину та організацію. Країна отримала велику кількість радянських озброєнь. До 1988 року, народна болгарська армія (болг. Българска народна армия) мала 152,000 вояків, - Сухопутні війська, ВМС, ВПС і ППО, ракетні війська.
БНР мала значну кількість озброєння для країни такого розміру - 3.000 танків , 2.000 броньованих машин, 2500 крупнокаліберних артилерійських систем, понад 500 бойових літаків, а також 67 "Скадів", 24 SS-23 і десяток FROG-7 .